# دانشگاه میبد

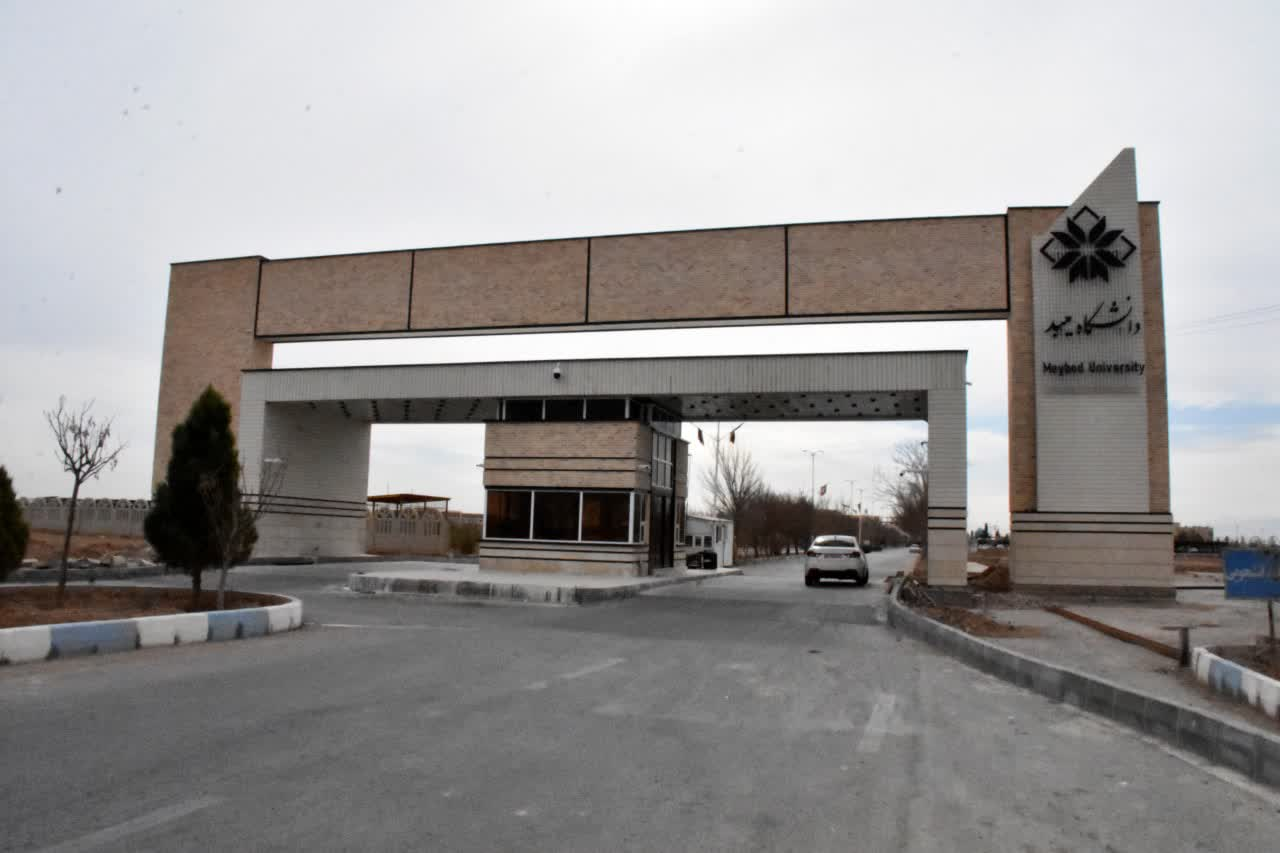
سردر دانشگاه میبد

دانشگاه میبد (پیشتر: دانشگاه آیت الله حائری میبد) یکی از دانشگاه‌های دولتی وابسته به وزارت علوم، تحقیقات و فناوری می‌باشد که در زمینی بالغ بر یکصد و شصت هکتار در شهرستان میبد استان یزد واقع است. این دانشگاه در سال ۱۳۷۴ با دانشکده الهیات آغاز به کار کرد و در دهه ۸۰ تبدیل به مؤسسه آموزش عالی شد و در سال ۱۳۹۲ تبدیل به دانشگاه شد و در حال حاضر دارای ۳ دانشکده (َشامل دانشکده‌های الهیات، علوم انسانی و فنی مهندسی) و 15 گروه آموزشی می‌باشد. در حال حاضر دکتر عباس نیک نژاد، رئیس این دانشگاه است.

## دانشکده‌ها و رشته‌های تحصیلی
دانشکده الهیات و معارف اسلامی شامل ۵ گروه آموزشی حقوق، فقه و حقوق اسلامی، علوم قرآن و حدیث، فلسفه و حکمت اسلامی می‌باشد. دانشکده علوم انسانی شامل ۵ گروه آموزشی مدیریت، مالی و حسابداری، علوم اقتصادی، ایرانشناسی و جغرافیا است و همچنین دانشکده فنی مهندسی شامل ۵ گروه مهندسی صنایع، مهندسی کامپیوتر، مهندسی مواد، مهندسی پزشکی و مهندسی مکانیک می‌باشد.
این دانشگاه در رشته حقوق در مقاطع کارشناسی ارشد و دکتری در گرایش‌های حقوق خصوصی و حقوق جزا دانشجو می‌پذیرد و در رشته علوم قرآن و حدیث نیز در مقاطع کارشناسی ارشد و دکتری گرایش‌های علوم و معارف نهج البلاغه و علوم قرآن و حدیث و تفسیر و علوم قرآن را برگزار می‌کند. از سال ۱۴۰۳ این دانشگاه موفق به اخذ مجوز دوره دکتری و جذب دانشجو در رشته مدیریت صنعتی (تحقیق در عملیات) شد.
| دانشکده              | کارشناسی                | کارشناسی ارشد                         | دکتری تخصصی                    |
| -------------------- | ----------------------- | ------------------------------------- | ------------------------------ |
| دانشکده الهیات       | حقوق                    | حقوق خصوصی                            | حقوق خصوصی                     |
| دانشکده الهیات       | حقوق                    | حقوق جزا و جرم شناسی                  | حقوق جزا و جرم شناسی           |
| دانشکده الهیات       | علوم قرآن و حدیث        | علوم قرآن و حدیث                      | علوم قرآن و حدیث               |
| دانشکده الهیات       | علوم قرآن و حدیث        | نهج البلاغه (اصول دین و معارف علوی)   | نهج البلاغه                    |
| دانشکده الهیات       | علوم قرآن و حدیث        | تفسیر و علوم قرآن                     | -                              |
| دانشکده الهیات       | فقه و مبانی حقوق اسلامی | فقه و مبانی حقوق اسلامی               | -                              |
| دانشکده الهیات       | فلسفه و حکمت اسلامی     | شیعه شناسی (کلام)                     | -                              |
| دانشکده الهیات       | فلسفه و حکمت اسلامی     | فلسفه و حکمت اسلامی                   | -                              |
| دانشکده فنی و مهندسی | مهندسی پزشکی            | مهندسی پزشکی (بیومتریال)              | -                              |
| دانشکده فنی و مهندسی | مهندسی پزشکی            | مهندسی پزشکی (بیومکانیک)              | -                              |
| دانشکده فنی و مهندسی | مهندسی پزشکی            | مهندسی پلیمر                          |                                |
| دانشکده فنی و مهندسی | مهندسی صنایع            | مهندسی صنایع (مهندسی مالی)            | -                              |
| دانشکده فنی و مهندسی | مهندسی مکانیک           | مهندسی مکانیک (ساخت و تولید)          | -                              |
| دانشکده فنی و مهندسی | مهندسی مواد و متالورژی  | مهندسی مواد و متالورژی (ریخته گری)    | -                              |
| دانشکده فنی و مهندسی | مهندسی مواد و متالورژی  | مهندسی مواد و متالورژی (الکتروسرامیک) | -                              |
| دانشکده فنی و مهندسی | مهندسی کامپیوتر         | مهندسی کامپیوتر (هوش مصنوعی و رباتیک) | -                              |
| دانشکده فنی و مهندسی | مهندسی کامپیوتر         | مهندسی علوم داده                      |                                |
| دانشکده علوم انسانی  | مدیریت صنعتی            | مدیریت صنعتی (مدیریت عملکرد)          | مدیریت صنعتی (تحقیق در عملیات) |
| دانشکده علوم انسانی  | مدیریت مالی             | -                                     | -                              |
| دانشکده علوم انسانی  | حسابداری                | -                                     | -                              |
| دانشکده علوم انسانی  | مدیریت کسب و کار        | -                                     | -                              |
| دانشکده علوم انسانی  | جغرافیا                 | جغرافیای سیاسی (آمایش سیاسی)          | -                              |
| دانشکده علوم انسانی  | اقتصاد                  | اقتصاد نظری                           | -                              |
| دانشکده علوم انسانی  | ایران‌شناسی              | ایران‌شناسی (فرهنگ و آداب و رسوم)      | -                              |
| دانشکده علوم انسانی  | تاریخ اسلام             | تاریخ ایران اسلامی                    | -                              |

## مجموعه خوابگاهی

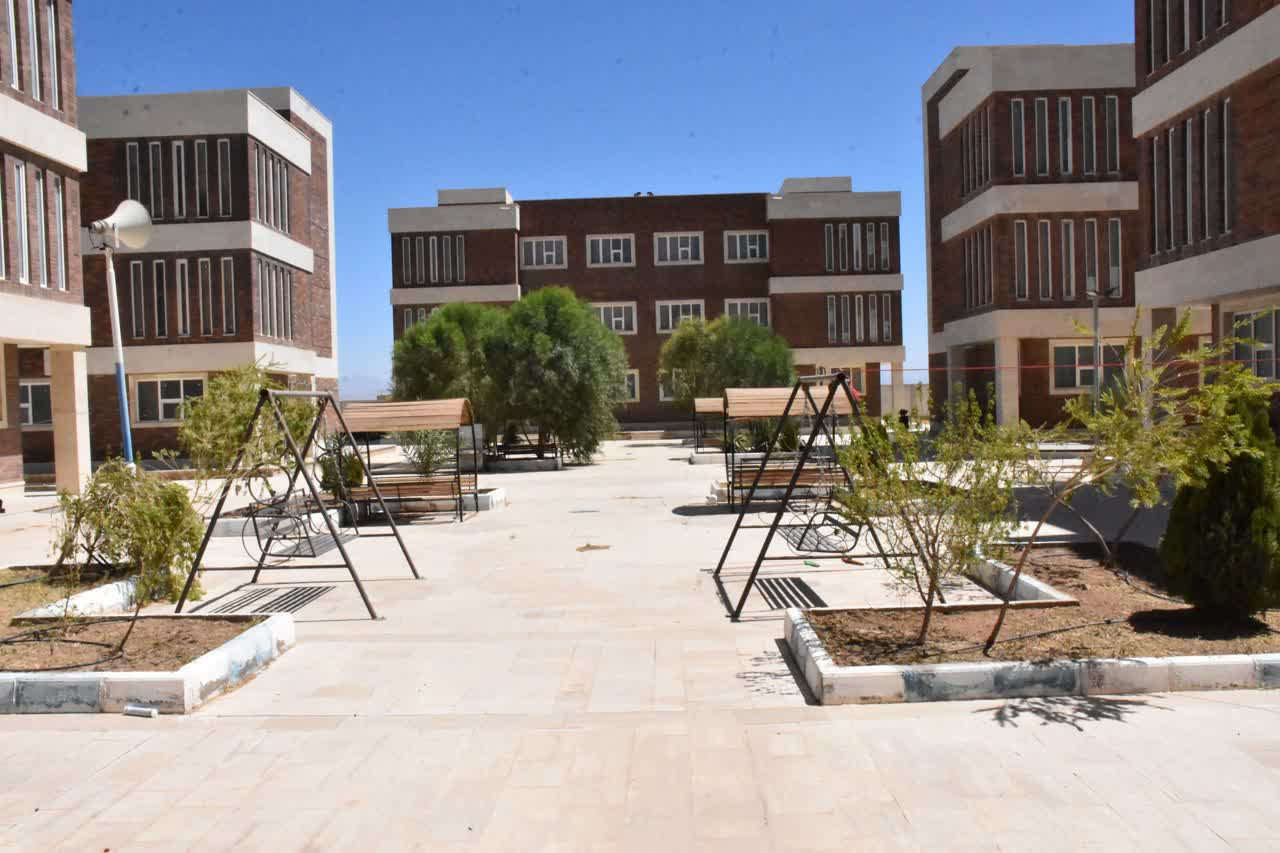
خوابگاه خواهران دانشگاه میبد

دانشگاه میبد دارای چهار مجموعه خوابگاهی ملکی است. مجهزترین این خوابگاهها مجموعه خوابگاهی خواهران است که در یازده بلوک ساخته و در میان خوابگاههای دانشجویی سطح یک کشور رده بندی شده است. مجموعه خوابگاهی برادران در سه بلوک مرکزی، بصیرت و ولایت قرار گرفته است و همچنین خوابگاه ملکی شهید غلامحسین رعیت نیز از دیگر مراکز خوابگاهی دانشگاه میبد محسوب می‌شود. در دو مجموعه خوابگاهی برادران و خواهران این دانشگاه دو زمین چمن مصنوعی مجزا نیز ساخته شده است. 
خوابگاه متاهلین این دانشگاه نیز در دست احداث است.

## رنکینگ گرین متریک
براساس رنکینگ ۲۰۲۳ نظام رتبه بندیِ «گرین متریک»، دانشگاه میبد در بین ۸۰۰ دانشگاه برتر جهان (رتبه ۷۸۷) و رتبه ۲۲ کشور قرار گرفت.  براساس رنکینگ سال 2024 نظام رتبه‌بندیِ «گرین‌متریک»، دانشگاه میبد با 114 پله صعود، در جایگاه 673 برترین دانشگاه‌های جهان و رتبه 15 دانشگاههای ایران در حوزه مدیریت سبز و پایداری قرار گرفت.

## هیات ممیزه مستقل
با مجوز وزارت علوم، تحقیقات و فناوری این دانشگاه از ابتدای سال 1403 دارای هیات ممیزه مستقل شد و هیات ممیزه این دانشگاه از دانشگاه یزد جدا شد.

## مجوز جذب دانشجوی بین‌المللی
از مرداد ۱۴۰۳ و با تایید سازمان امور دانشجویان کشور، دانشگاه میبد موفق شد تا مجوز جذب و پذیرش دانشجوی بین‌المللی را در سه مقطع کارشناسی، کارشناسی ارشد و دکتری اخذ کند.

## سالن ورزشی سید حسین مصطفوی

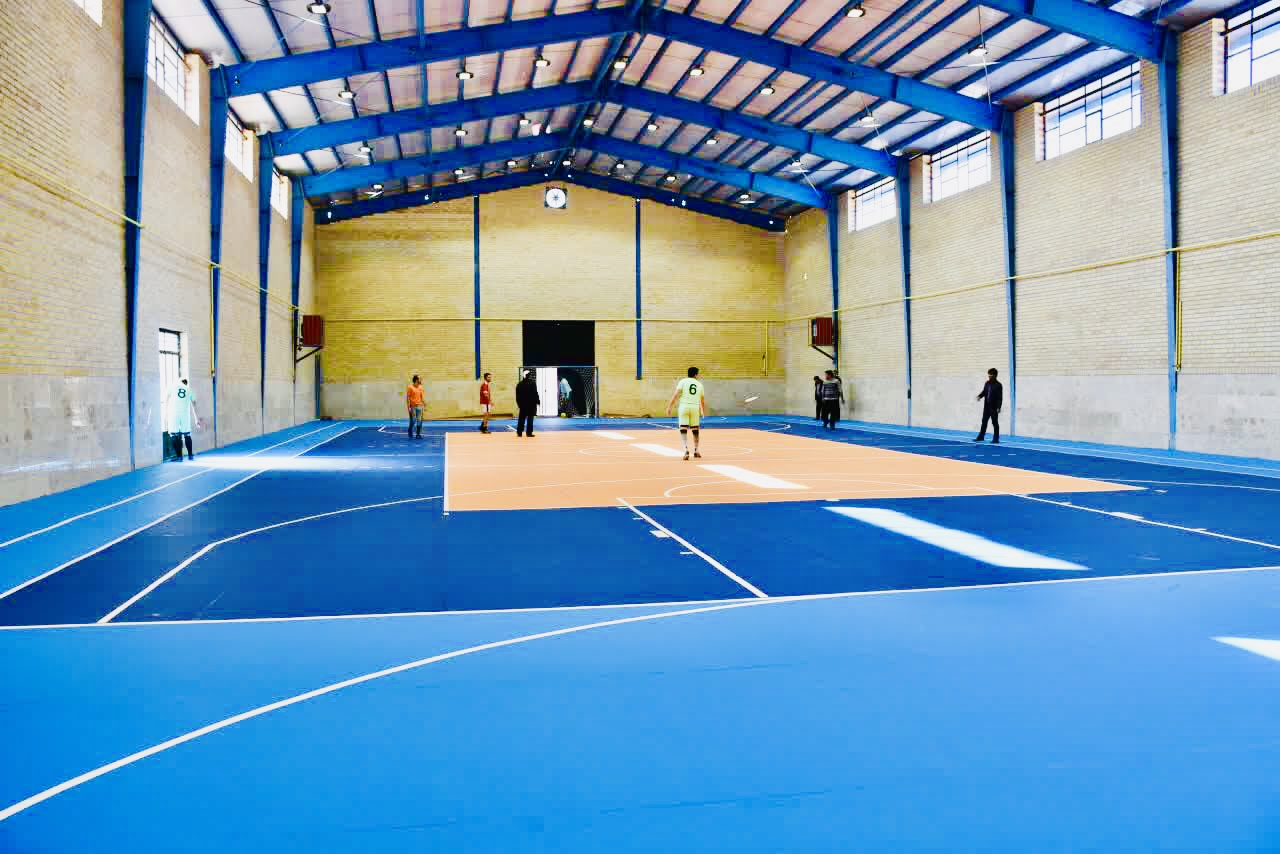
سالن ورزشی دانشگاه میبد

در بهمن سال ۱۴۰۱ سالن ورزشی دانشگاه میبد با حضور معاون وزیر علوم و رییس سازمان امور دانشجویان افتتاح شد. این سالن به کمک خیرین ساخته شده و به نام سید حسین مصطفوی (پدر بانیان این مجموعه) نامگذاری گردیده است.

## اساتید و دانش‌آموختگان شاخص
دکتر محمدرضا بابایی دره، استاندار کنونی یزد در زمره دانش‌آموختگان این دانشگاه می‌باشد. از میان اساتید شاخص این دانشگاه می‌توان به دکتر مهران فاطمی، استاندار سابق یزد و مشاور کنونی استاندار اصفهان (دانشیار گروه جغرافیا)، دکتر اردوان ارژنگ، معاون سازمان امور دانشجویان کشور (دانشیار گروه فقه و حقوق)، دکتر مجتبی انصاری، معاون بنیاد نخبگان استان تهران (دانشیار گروه مهندسی پزشکی) و دکتر عباس کلانتری خلیل آباد، رییس دانشگاه یزد (دانشیار گروه فقه و حقوق) اشاره کرد.

## کلینیک حقوقی
این دانشگاه در حال حاضر دارای یک کلینیک حقوقی است که به ارائه خدمات مختلف مشاوره‌ای، حقوقی، داوری، وکالت و اجرای کارگاه‌های آموزشی این مرکز، با محوریت پیشگیری و درمان در حوزه مسائل حقوقی جامعه، به شهروندان می‌پردازد. کلینیک حقوقی دانشگاه میبد به عنوان ششمین کلینیک حقوقی کشور، در سطح شهرستان و با هدف خدمت‌رسانی مطلوب به مردم در امور حقوقی به‌ویژه مشاوره‌های حقوقی ایجاد و در تاریخ یکشنبه 10 آذر 1398 با حضور دکتر علم الهدی رئیس پژوهشگاه قوه قضائیه و مسئولان شهرستان، افتتاح شد. کلینیک حقوقی دانشگاه میبد در سطح شهرستان میبد و در بخش‌های مختلف حقوقی و مشاوره‌ای، امور قراردادها، دعاوی ارث، امور کارگر و کارفرمایی و دعاوی اداری به شهروندان و هم استانی‌های یزدی خدمات ارائه می‌دهد.

## مرکز رشد دانشگاه میبد
این دانشگاه دارای یک مرکز رشد علم و فن‌آوری است که از سال 1399 با موافقت اصولی شماره 136020 معاونت فن‌آوری وزارت علوم به دانشگاه میبد ملحق شده و هم‌اکنون با عنوان مرکز رشد دانشگاه میبد مشغول به فعالیت می‌باشد. 

## انتشارات
انتشار نشریه علمی-پژوهشی کتاب قیم با گسترهٔ کشوری از جمله فعالیت‌های پژوهشی این دانشگاه به‌شمار می‌رود. این نشریه از سال ۱۳۹۰ تاکنون منتشر شده که در حوزهٔ علوم اسلامی از جملهٔ نشریات مرجع است و در گروه نشریات ISC قراردارد.

## تصاویر

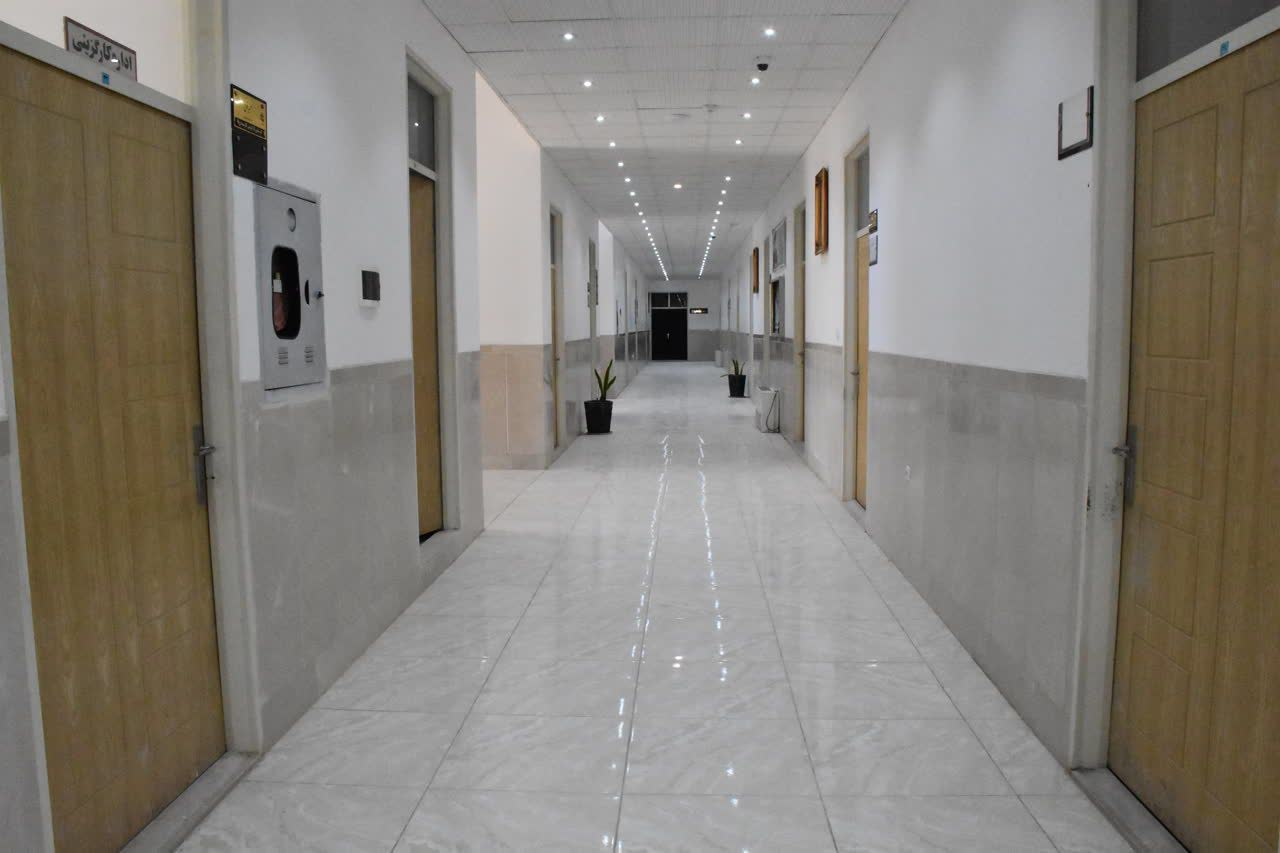
ساختمان مرکزی دانشگاه میبد

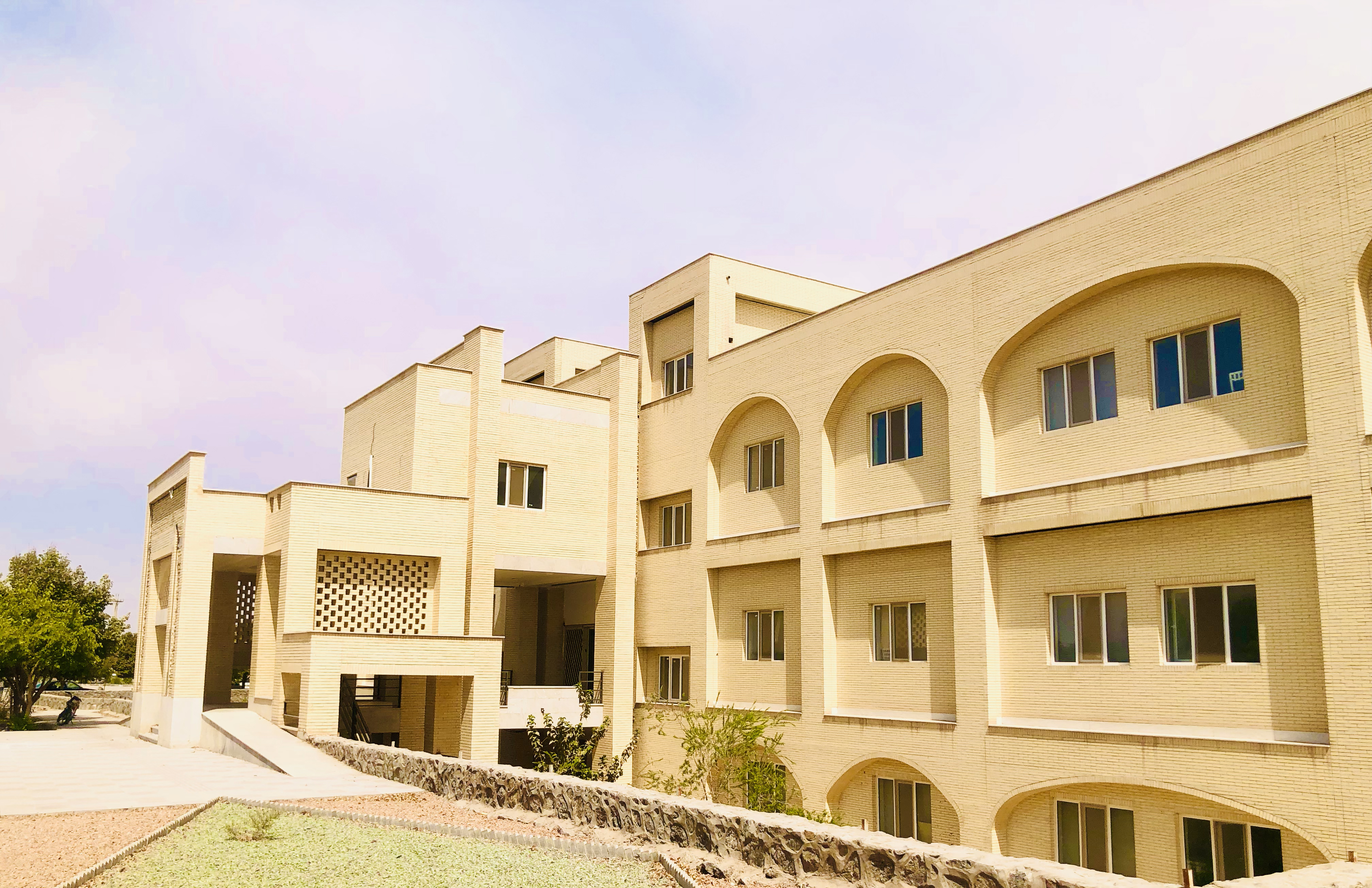
سازمان مرکزی دانشگاه میبد

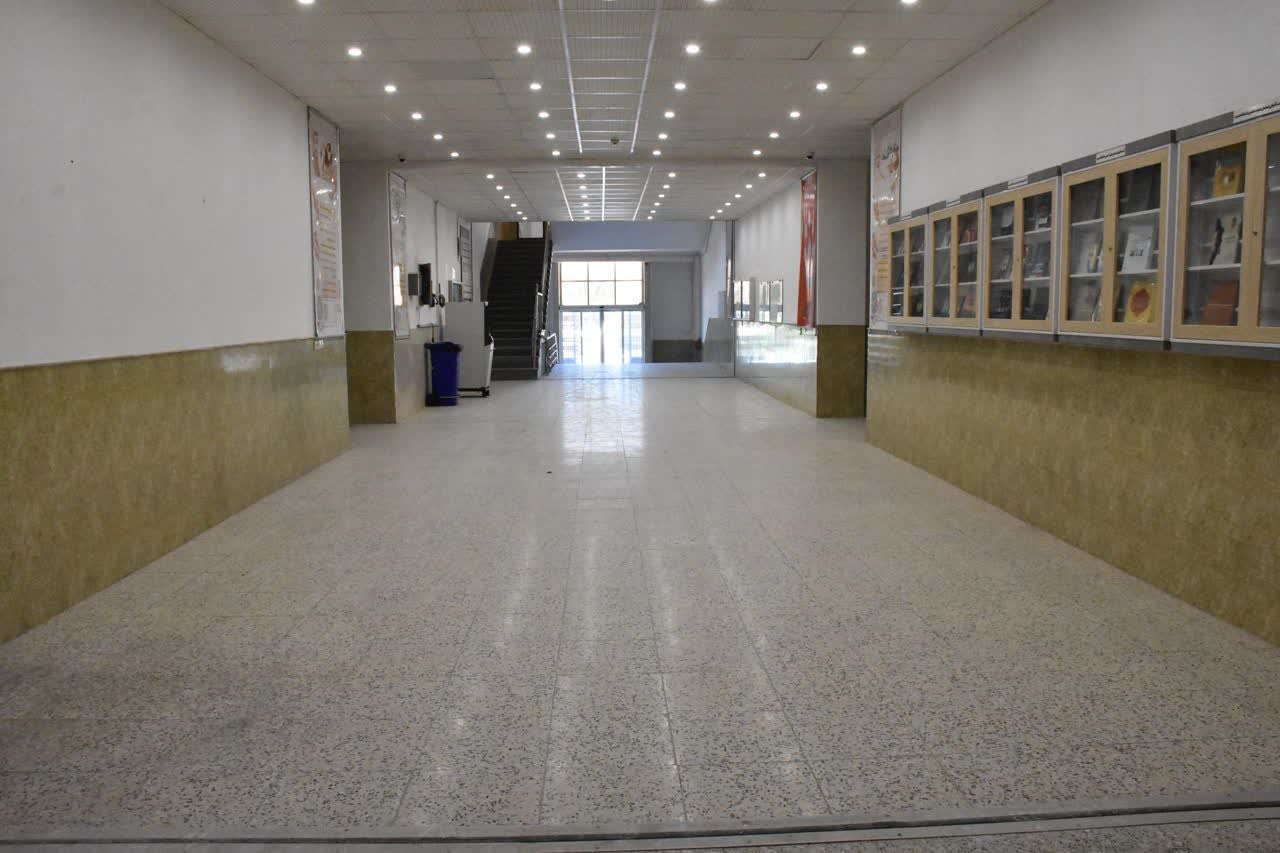
ساختمان مرکزی دانشگاه میبد

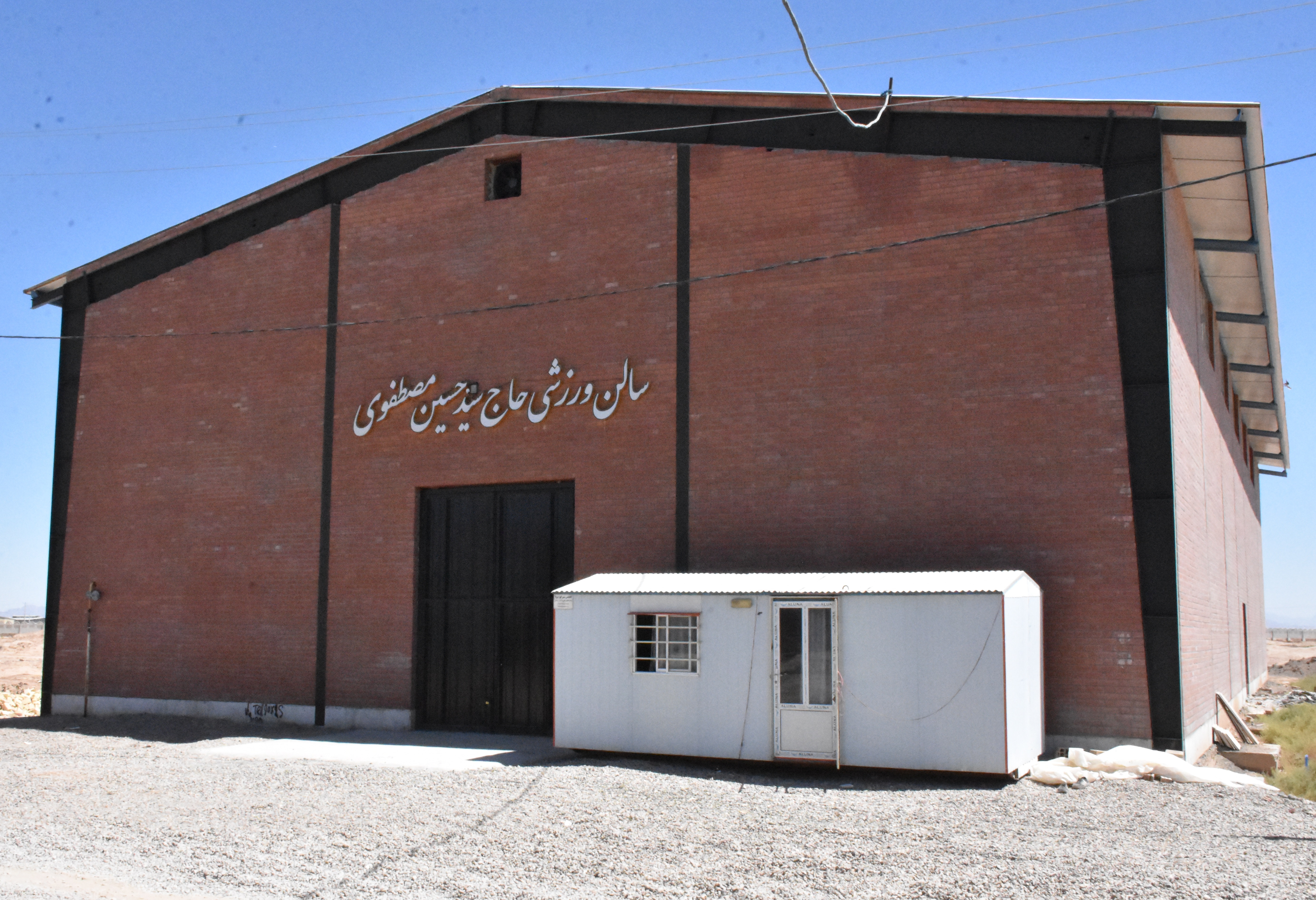
سالن ورز‍شی دانشگاه میبد

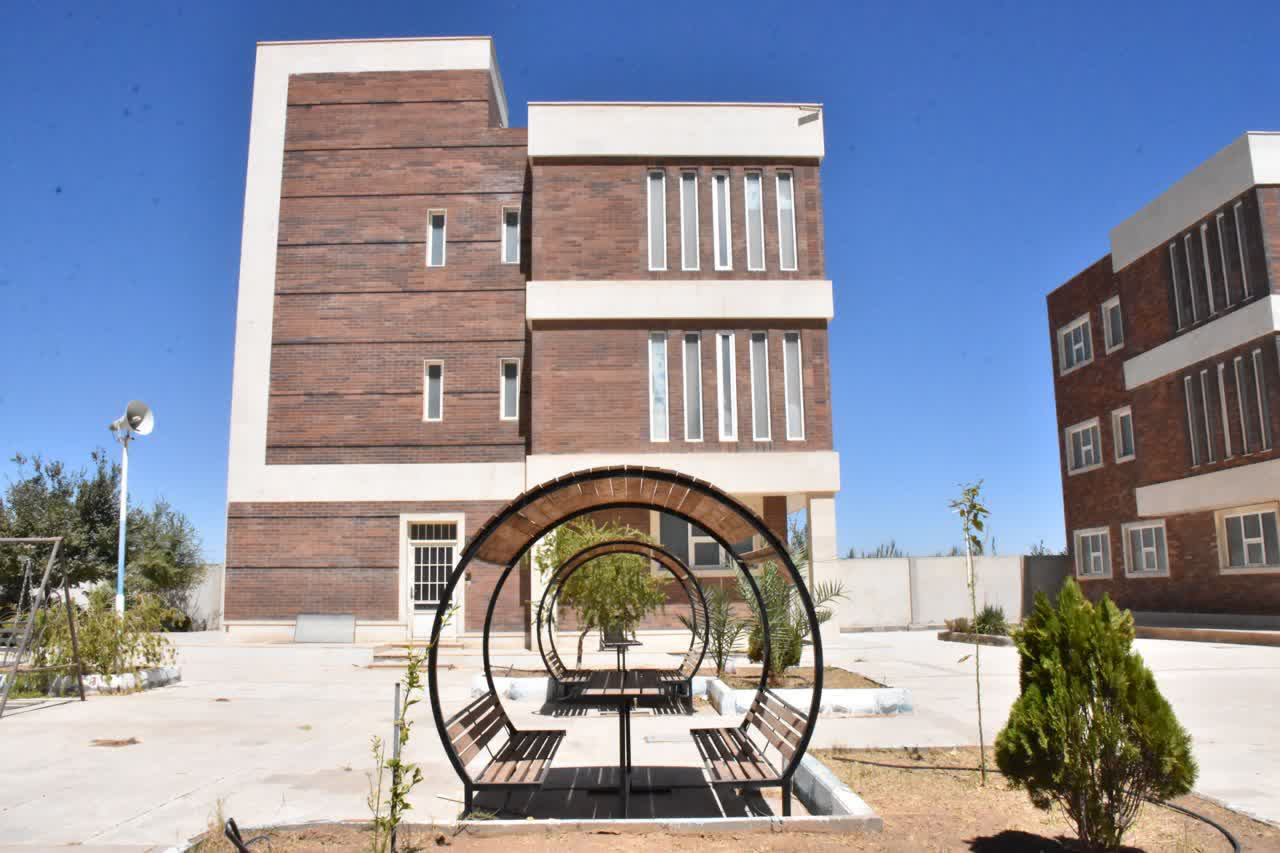
خوابگاه خواهران

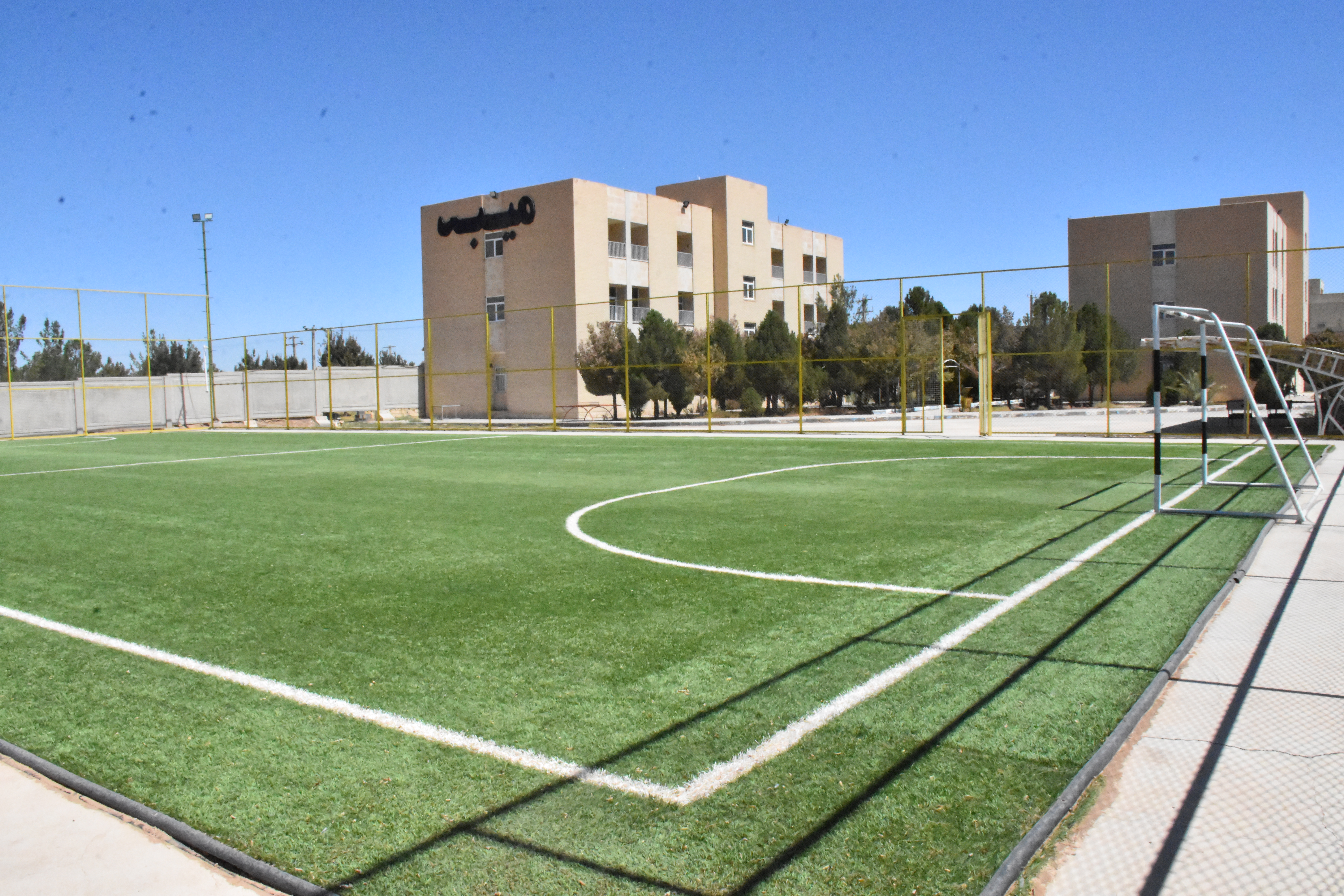
چمن مصنوعی خوابگاه برادران

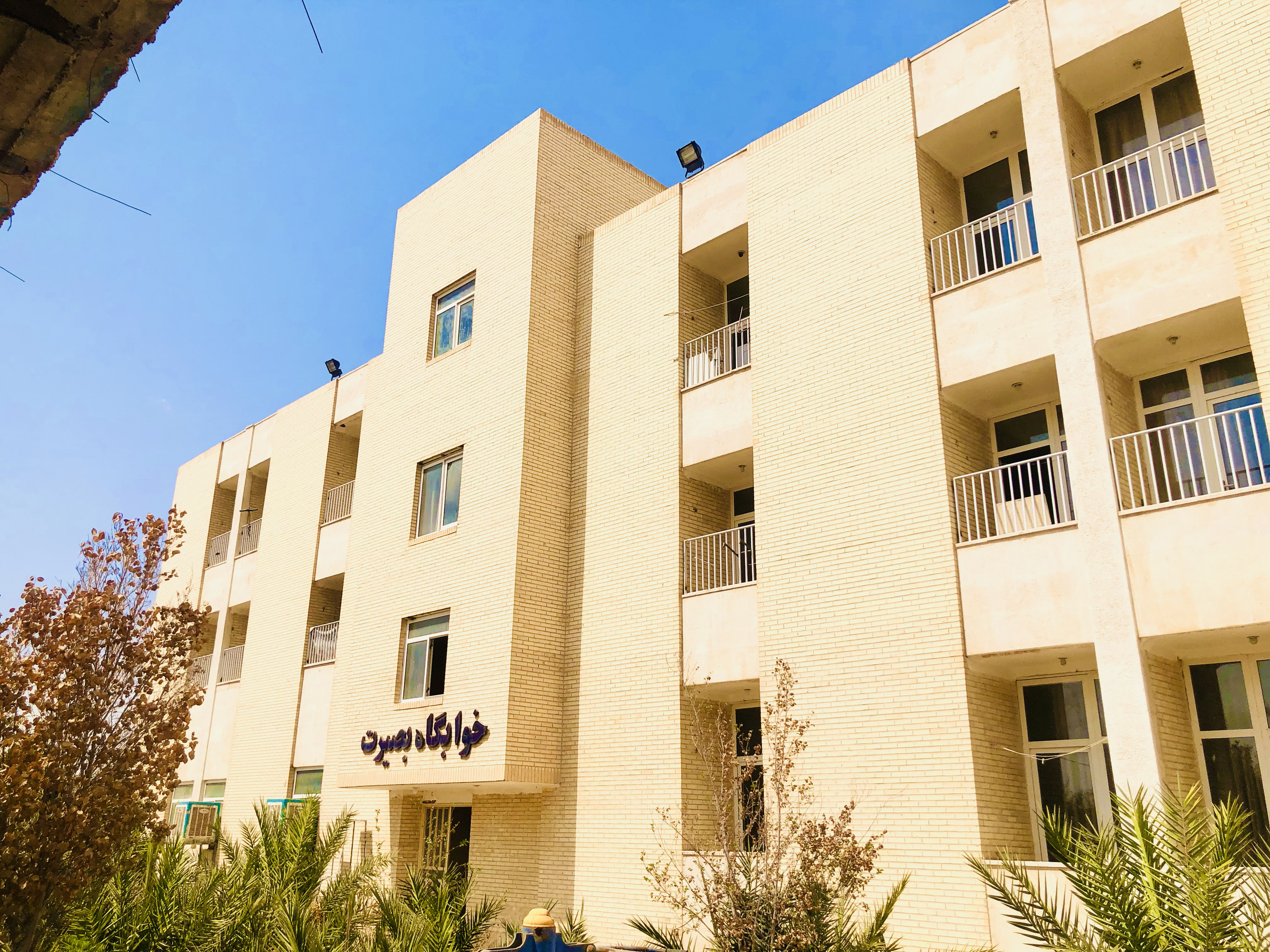
خوابگاه برادران (بلوک بصیرت)

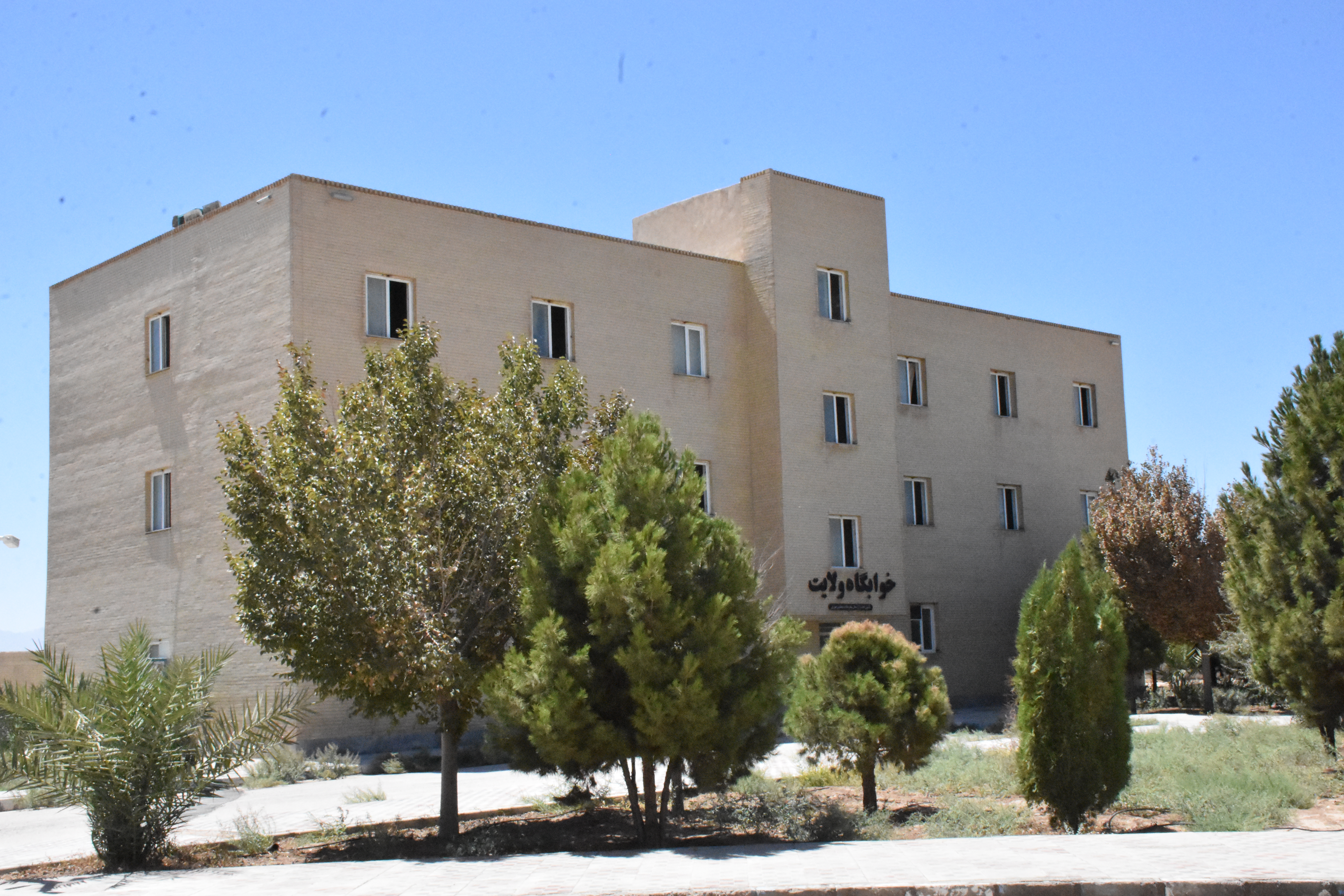
بلوک ولایت خوابگاه برادران

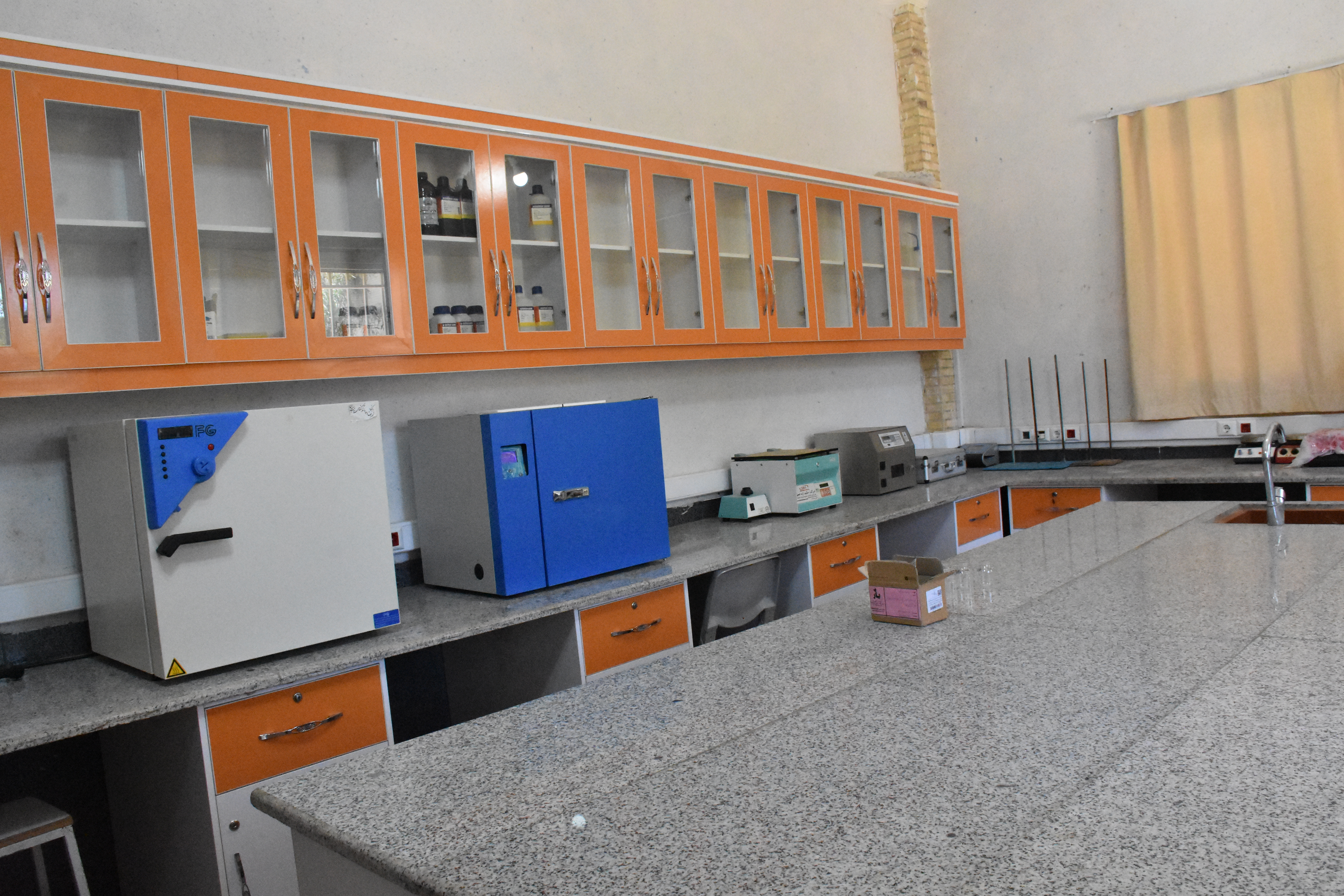
آزمایشگاه مرکزی دانشگاه میبد

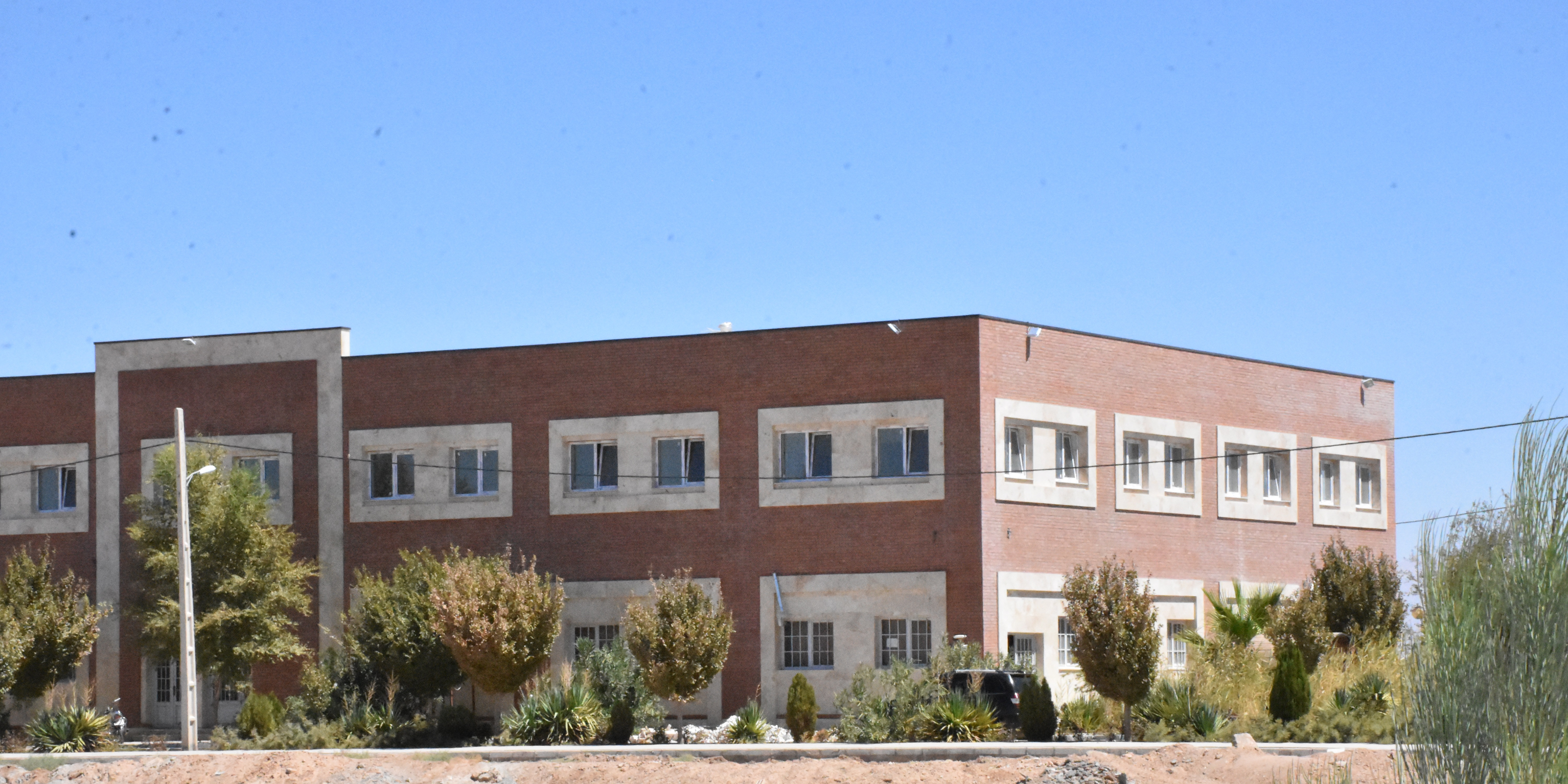
سلف سرویس و سالن چند منظوره

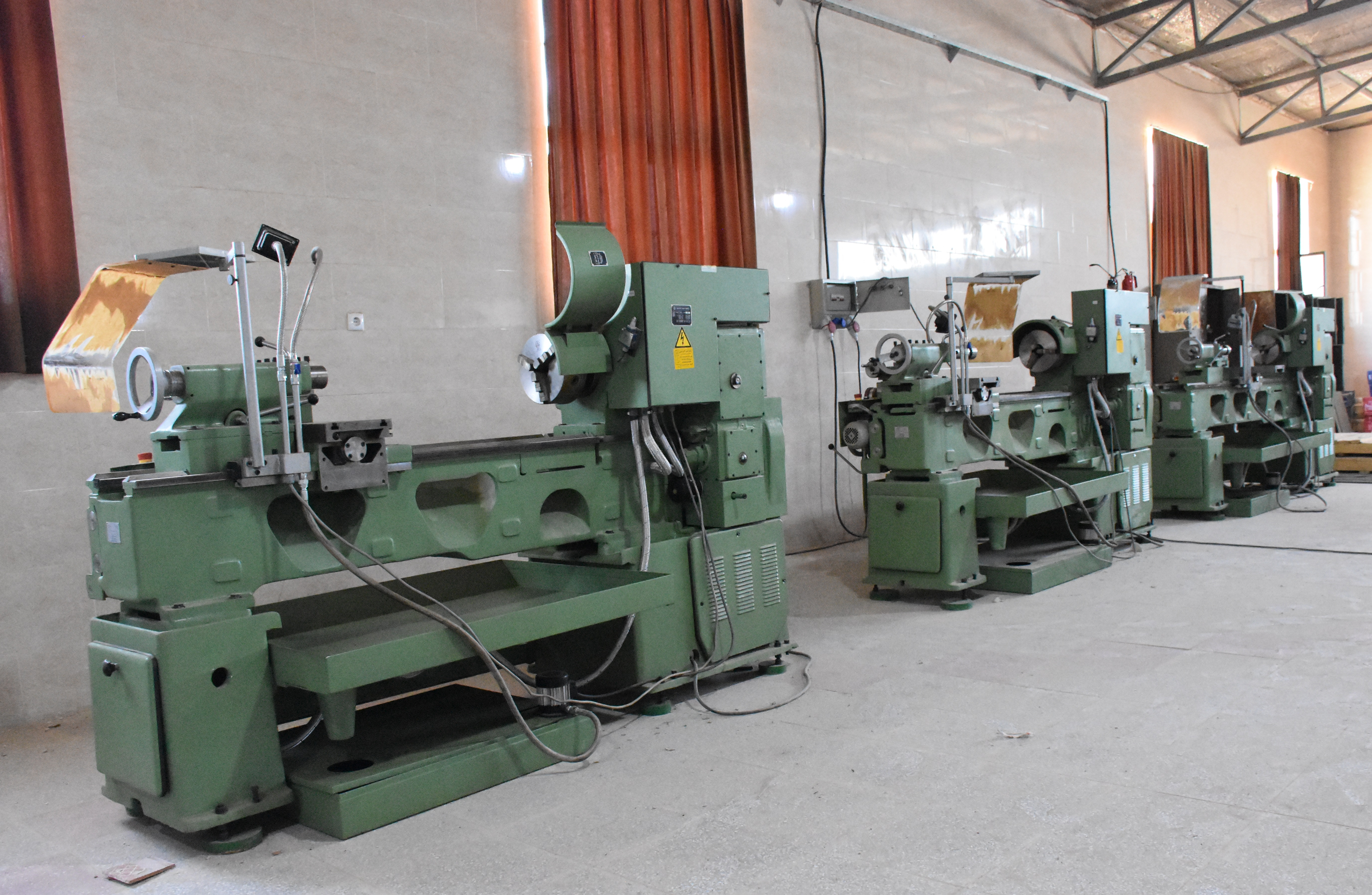
کارگاه مرکزی دانشگاه میبد

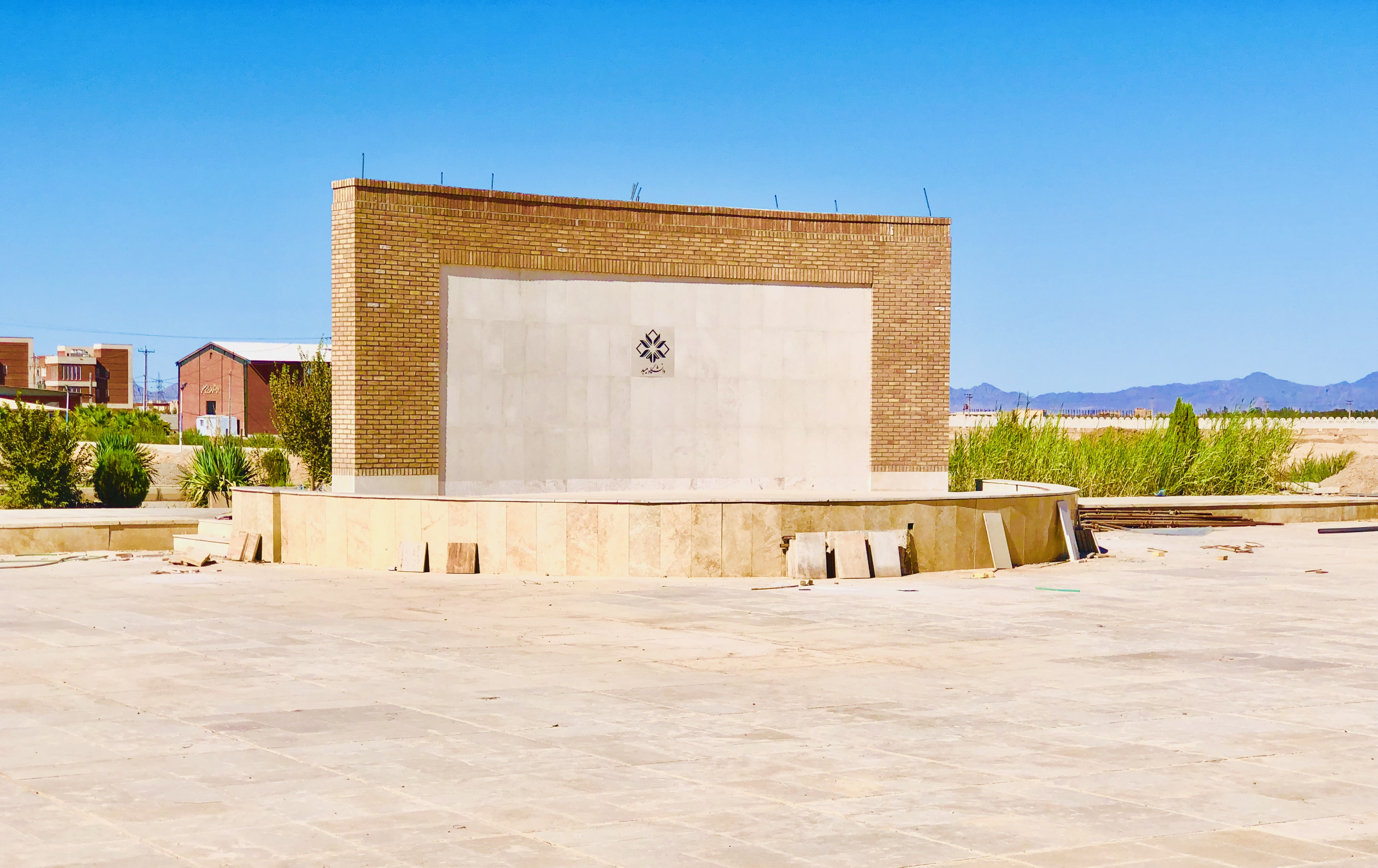
صحن دانشجو

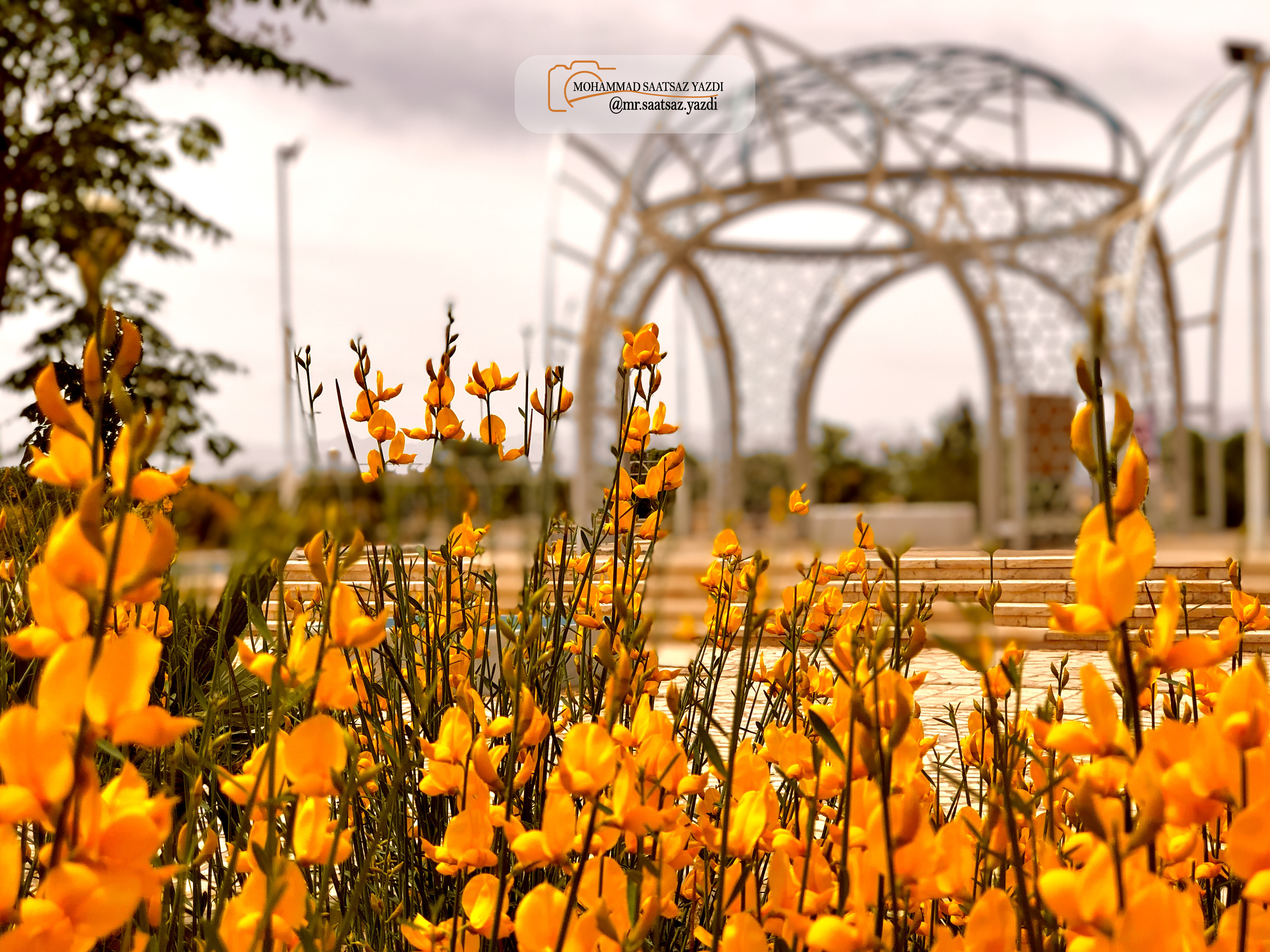
مزار شهید گمنام دانشگاه میبد

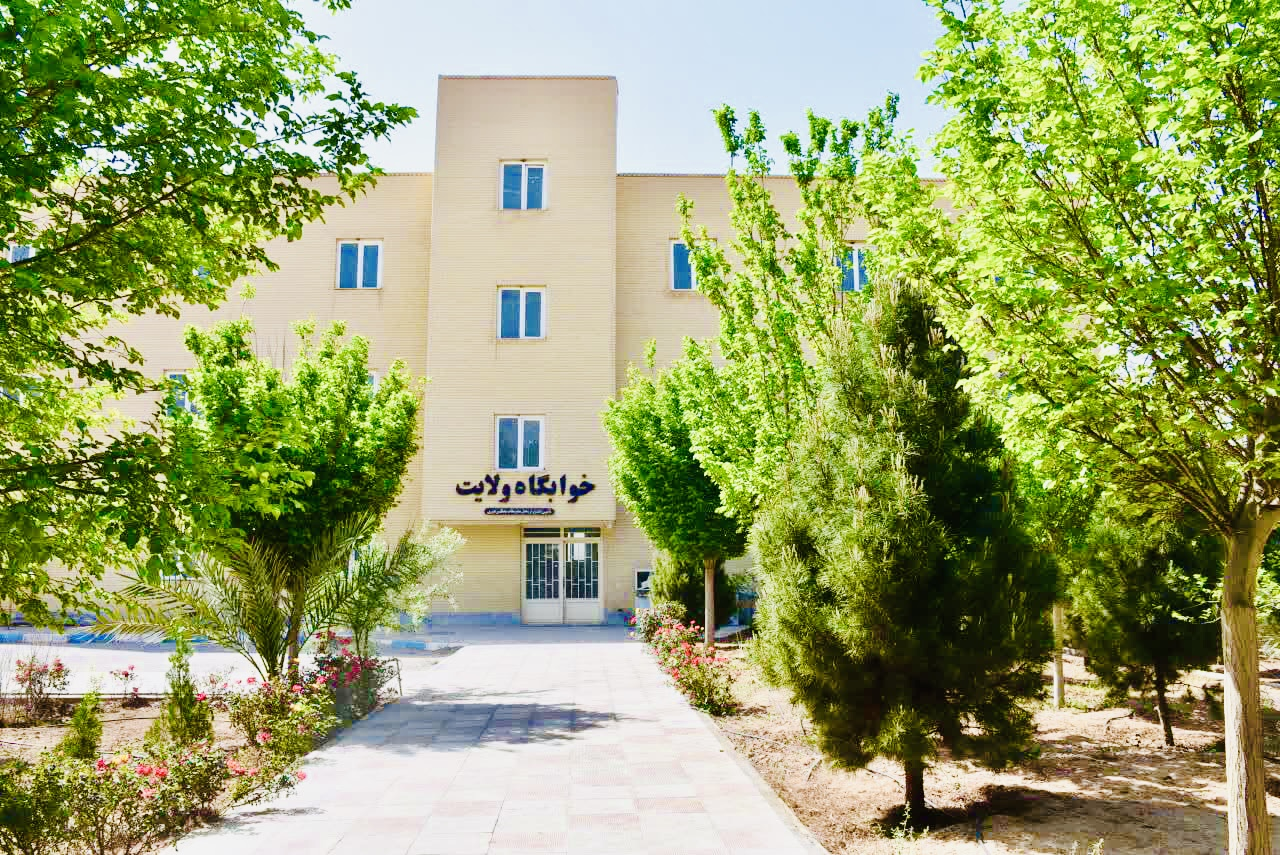
خوابگاه برادران (بلوک ولایت)

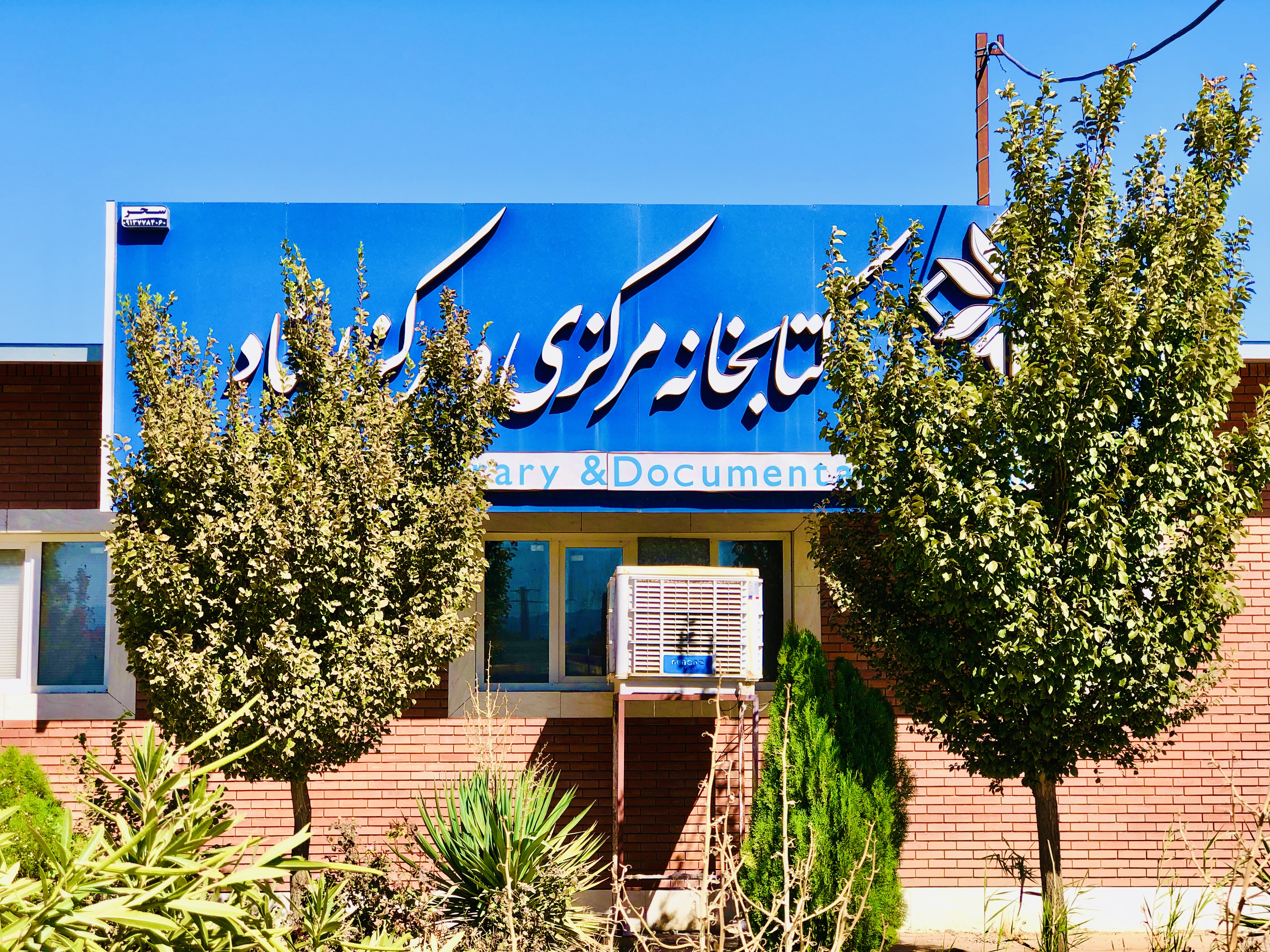
کتابخانه مرکزی دانشگاه میبد

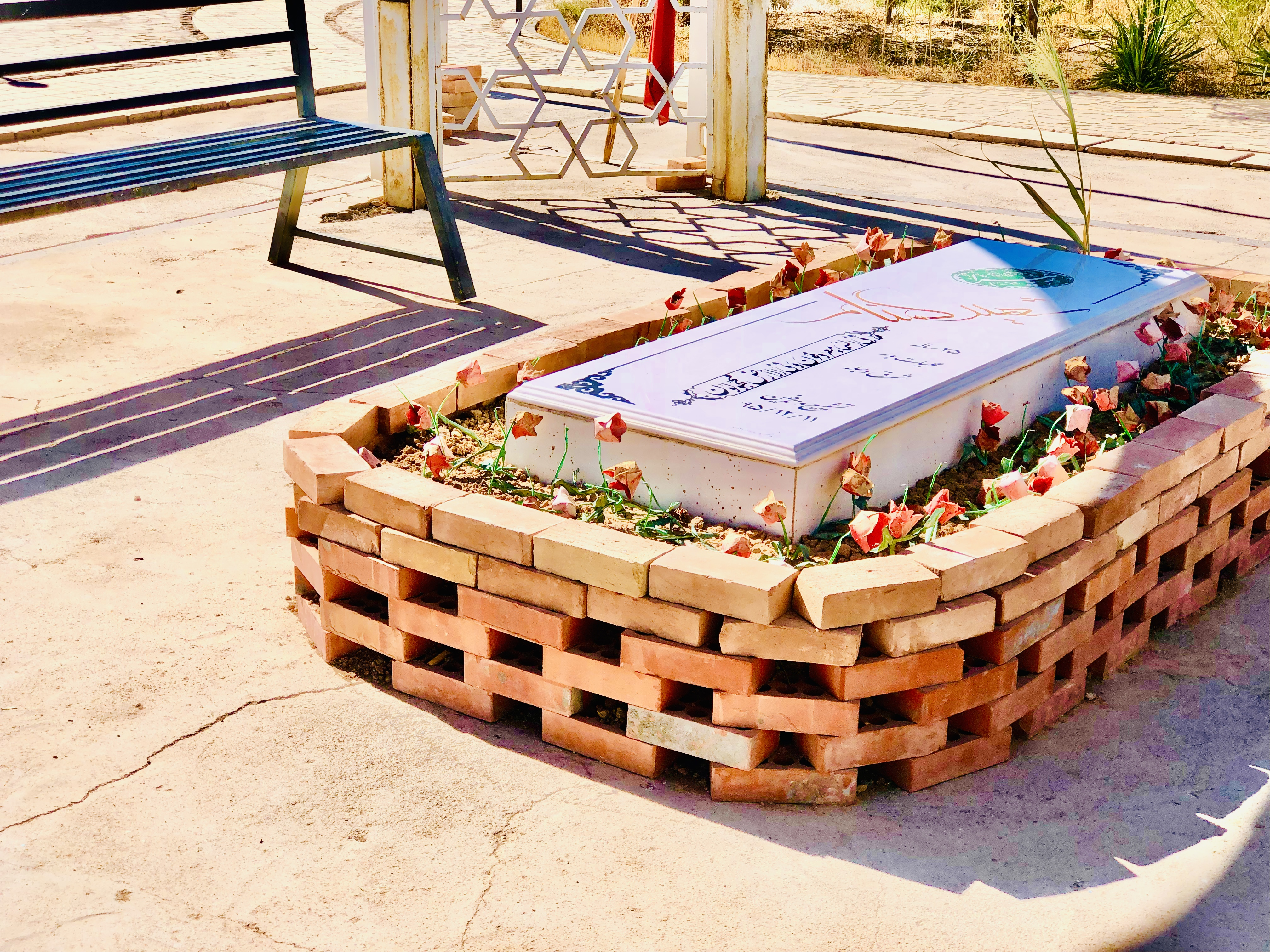
مزار شهید گمنام دانشگاه میبد

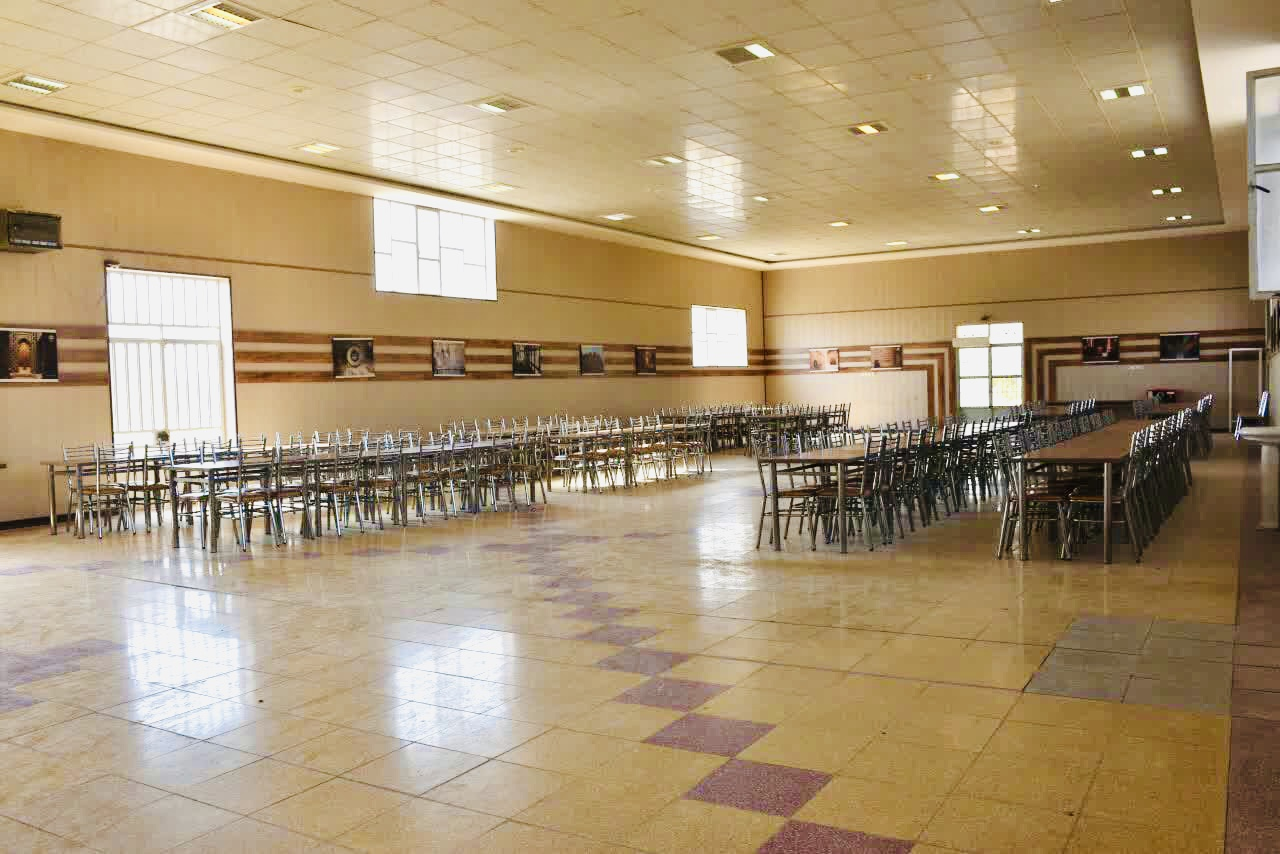
سلف سرویس برادران دانشگاه میبد